# Frédérick Leboyer

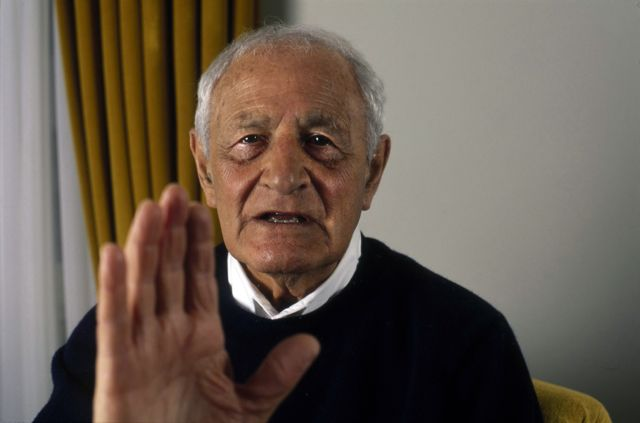
Frédérick Leboyer (1996)

Frédérick Leboyer (1 november 1918 - Zwitserland 25 mei 2017) was een Franse gynaecoloog en verloskundige.
Leboyer was lang in een Parijse kliniek werkzaam. Hij is de bedenker van de zachte geboorte die ook de Leboyer-Methode wordt genoemd.
Leboyer stelde dat nieuwgeborenen liefdevol en zonder onnodige stress op de wereld gebracht moeten worden. Uit de geborgenheid van het moederlichaam zou het kind langzaam aan de lichamelijke veranderen mogen wennen. Volgens Leboyer horen hierbij de volgende maatregelen:
- Het pasgeboren kind wordt bij de moeder op de buik gelegd, om de warmte te voelen en de harttonen van de moeder te horen. Zo zou de baby van de inspanningen van de geboorte bijkomen.
- De navelstreng wordt niet meteen na de geboorte doorgeknipt: hierdoor zou het kind zich makkelijker kunnen instellen op zelfstandige ademhaling.
- Kind en moeder wordt tijd gegund zich eerst even te leren kennen. Pas daarna wordt het pasgeboren kind in een warm bad gewassen en dan voor het eerst aan de borst gelegd.
- Met het kind wordt zacht omgegaan, tenzij er bijzondere medische maatregelen nodig zijn.
- De verloskamer moet bijzonder warm en het licht gedempt zijn, waardoor het kind aan de overgang kan wennen.

Leboyer stelt dat de baby’s dan veel minder huilen en schreeuwen, omdat ze zich niet angstig voelen. Of dit allemaal waar is, wordt door sommige artsen betwijfeld. Er zijn geen wetenschappelijke gegevens over het nut van deze methode. Voorstanders vinden dat deze techniek een positieve bijdrage geeft aan de bevalling, zowel voor de moeder als voor het kind. Tegenstanders vinden dat het weinige licht gevaarlijk kan zijn bij de beoordeling van het verloop van de geboorte, en dat het warm bad de ademreflex kan belemmeren.
Leboyer heeft ook de in de Ayurveda verwortelde Indische babymassage in het Westen geïntroduceerd, die om die reden ook Leboyer-Massage genoemd wordt.
Leboyer werd 98 jaar oud.

## Cinematografie
- Birth Without Violence, Shantala: Loving Hands & The Art of Breathing. New Earth Records DVD, München/Santa Fé, 2008.